# متلازمة السلائل المسننة
تُعرف متلازمة السلائل المسننة (إس بي إس)، أو متلازمة السلائل مفرطة التنسج سابقًا، بأنها اضطراب يميزه ظهور سلائل مسننة في القولون، ورغم أنها لا تسبب أعراضًا مرضيةً، تترافق مع ارتفاع خطورة  حدوث سرطان القولون. تبلغ نسبة الوفيات في المتلازمة 25-40٪، وتعتبر أشيع متلازمة سليلية تصيب القولون، لكن المعلومات عنها محدودة بسبب نقص المراقبة المنهجية طويلة الأمد. يُعد تنظير القولون أساسيًا في تشخيص المتلازمة، وتُشخص بوجود معيار واحد مما يلي: وجود 5 أو أكثر من الآفات أو السلائل المسننة في القسم القريب من المستقيم (جميع الآفات بقياس 5 مم أو أكثر مع آفتين بقياس 10 مم أو أكثر)، أو وجود 20 أو أكثر من الآفات أو السلائل المسننة المنتشرة في جميع أنحاء القولون بمختلف القياسات والأحجام مع وجود 5 منها قي القسم القريب من المستقيم. تترافق القصة العائلية الإيجابية والتدخين مع ارتفاع خطر حدوث المتلازمة، بينما يترافق استخدام الأسبرين ومضادات الالتهاب غير الستيروئيدية مع انخفاض خطر حدوثها.
هناك العديد من الشذوذات الجينية المرافقة لهذه المتلازمة، مثل RNF43 وBRAF والنمط الظاهري لعامل مثيلة موقع CpG وعدم استقرار الساتل الميكروي، لكن معظم المصابين لا يُبدون طفرةً في الخلايا الجنسية. تشمل أنماط السلائل الموجودة في المتلازمة: السلائل/الأورام الحميدة المسننة والأورام الحميدة المسننة التقليدية والسلائل مفرطة التنسج. تملك المتلازمة نمطين ظاهريين: دانٍ وقاصٍ. يرتفع خطر حدوث سرطان القولون والمستقيم في النمط الداني مقارنةً بالنمط القاصي. تُعالج الغالبية العظمى من الحالات بتنظير القولون مع استئصال السلائل، ويوصى بالاستئصال لإنقاص خطر حدوث سرطان القولون. يجب تكرار تنظير القولون بفواصل سنة إلى سنتين.
تكون الجراحة ضرورية عند وجود بوليبات كبيرة الحجم، كثيرة العدد، أو عند ازدياد أعدادها بسرعة، وتكون مطلوبةً أيضا عند الشك بسرطان القولون أو تأكيد حدوثه. يرتفع خطر وقوع المتلازمة لدى أقارب المصابين من الدرجة الأولى، ويجب عليهم البدء باكرًا في التقصي عن المتلازمة عبر تنظير القولون.

## الأعراض والعلامات
تكون المتلازمة لا عرضيةً غالبًا، وتبلغ نسبة حدوث سرطان القولون 25-40٪. تظهر السلائل المسننة (المشاهدة أثناء التنظير الهضمي أو تنظير القولون) بشكل مسطح (عوضًا عن الشكل المقبب) لذا يكون من السهل إغفالها.
يتراوح حجم الآفات المسننة من الصغيرة (أقل من 5 مم) إلى الكبيرة، وغالبًا ما تُحاط «بغطاء مخاطي» يستر السليلة. تتوضع الآفات المسننة عادةً ضمن طيات القولون (طيات القبيبات القولونية).

## الفيزيولوجيا المرضية
لا تحدث متلازمة السلائل المسننة بسبب طفرة جينية وحيدة، إذ تترافق العديد من الشذوذات الجينية مع هذه الحالة، ويمكن أن تظهر وفق نموذج عائلي أو موروث. تشمل الشذوذات الجينية الرئيسية طفرات في جين BRAF وشذوذات في النمط الظاهري لعامل مثيلة موقع CpG وعدم استقرار الساتل الميكروي. توجد أيضا جينات إضافية مُتهمة في هذه المتلازمة، منها: SMAD4 وBMPR1A وPTEN وGREM1 وMUTYH، ويُعد جين RNF43 المسبب الجيني الوحيد المؤكد، لكن معظم المصابين لا يملكون أي طفرات في الخلايا الجنسية في أي من الجينات المرافقة للمتلازمة بما فيها RNF43.
لم تُفهم المساهمة الجينية الكامنة وراء هذه الحالة تمامًا، لذا لا يُوصى بإجراء الفحوص الجينية. أظهرت الأبحاث وجود كلا النموذجين المورثيين السائد والمتنحي، إضافةً إلى الطفرات المعزولة.
يملك الأفراد المصابون سلائل مسننةً تشمل سلائل مفرطة التنسج وأورامًا غديةً مسننةً تقليديةً وسلائل مسننةً لاطئةً، ويمكن كشف أورام غدية إضافةً إلى هذه السلائل.

## الأنواع
قد تظهر متلازمة السلائل المسننة بنمطين شكليين، قاصٍ ودانٍ. يتميز النمط القاصي بوجود العديد من البوليبات الصغيرة في القولون القاصي (القولون السيني) والمستقيم، بينما يسبب النمط الشكلي الداني ظهور بوليبات أقل نسبيًا لكنها أكبر حجمًا في القولون الداني (الأعور والقولون الصاعد إلخ).
هناك خطورة منخفضة لحدوث سرطان القولون والمستقيم لدى الأفراد المحققين ثلاثة معايير فقط من معايير 2010 أو معيارين من تصنيف 2019 أو لديهم نمط شكلي قاص من المتلازمة، على عكس النمط الشكلي الداني مرتفع الخطورة.

## التشخيص
يمكن تشخيص متلازمة السلائل المسننة عند تحقيق معيار أو اثنين من الآتي: وجود 5 آفات\سلائل مسننة أو أكثر في موقع دان من المستقيم على أن تكون جميعها بقياس ≥ 5 ملم، مع وجود آفتين بقياس ≥ 10 ملم، أو وجود أكثر من 20 آفةً\سليلةً مسننةً بأي حجم تنتشر على امتداد القولون خمسة منها دانية من المستقيم.
تُحسب أي سليلة مسننة عند التشخيص، بما فيها الآفات المسننة اللاطئة والسلائل مفرطة التنسج والأورام الغدية المسننة التقليدية، وتُراكم الأعداد المتزايدة من الآفات المسننة مع الوقت بما فيها تلك المكتشفة بالتنظير القولوني. غالبًا ما يُغفل تشخيص المتلازمة، وتحتاج مراقبةً مدى الحياة للسلائل المسننة المتزايدة.

## العلاج
يُعد تنظير القولون حجر الأساس في علاج متلازمة السلائل المسننة، إذ يسمح بكشف السلائل واستئصالها، ويوصى بإزالة السلائل للوقاية من تطور سرطان القولون والمستقيم. إذا كانت السلائل قليلة العدد يمكن استئصالها بتنظير القولون، وبعد إزالتها يوصى بإعادة التنظير بفاصل سنة إلى 3 سنوات. يُعد تكرار التنظير بنحو 2.8 مرات وسطيًا ضروريًا لضبط المرض. يمكن تدبير أغلب الحالات بالتنظير وحده، ويُستخدم التصوير ضيق النطاق (وهو تقنية تُفيد في إبراز خصائص المخاطية المرئية خلال التنظير القولوني) لتحسين القدرة على تحديد الآفات المسننة، لكن إحدى التجارب متعددة المراكز أظهرت عدم وجود تحسن في تحديد الآفات.
تصبح الجراحة ضروريةً إذا وُجدت سلائل كثيرة كبيرة الحجم أو غير قابلة لضبط النمو بالتنظير القولوني. في هذه الحالة يكون استئصال القولون الكامل عبر البطن مع مفاغرة اللفائفي والمستقيم خيارًا مطروحًا لتقليص خطر سرطان القولون. يمكن اللجوء إلى الاستئصال الجزئي عندما تكون الجراحة ضروريةً لكن السلائل بؤرية التوضع ومحصورة في قسم محدد من المعي. لا يُستأصل المستقيم في أغلب الحالات، ويجب مراقبة أي جزء باقٍ من القولون والمستقيم سنويًا بالتنظير الهضمي السفلي.
ترتفع خطورة إصابة الأقرباء من الدرجة الأولى بسرطان القولون والمستقيم ومتلازمة السلائل المسننة، وبالتالي يُنصحون بإجراء مسح بتنظير القولون بدءًا بالأبكر مما يلي: في سن الأربعين عامًا، أو في سن أصغر المشخصين في العائلة، أو في سن أصغر بعشر سنوات من كشف أبكر حالات سرطان القولون والمستقيم المرتبط بالمتلازمة. يجب إجراء تنظير القولون المتكرر بفاصل خمس سنوات.

## الإنذار
تبلغ خطورة وقوع سرطان القولون وسطيًا على المدى الطويل 15-30%، لكن هذه الخطور تختلف كثيرًا بناءً على السن وعدد السلائل وحجمها والنمط الشكلي ووجود خلل تنسج عند الدراسة النسيجية. تنقص المراقبة التنظيرية خطورة الترقي إلى سرطان القولون.